# ラファウ・アウグスティニアク
ラファウ・アウグスティニアク（ポーランド語: Rafał Augustyniak、1993年10月14日 - ）は、ポーランドのサッカー選手。ポーランド代表。ポジションはMF。

## クラブ歴
2009年にポゴニ・ジュンスカ・ヴォラで選手となった。
2011年にヴィジェフ・ウッチに完全移籍、同年はユースチームに所属したが翌年に昇格。
2012年にポゴニ・シェドルツェに期限付き移籍した。
2015年にヤギエロニア・ビャウィストクに完全移籍。
2016年に再びポゴニ・シェドルツェに期限付き移籍した。同年夏にヴィグリ・スヴァウキに期限付き移籍。2017年にミェジ・レグニツァに期限付き移籍するとIリガ優勝に貢献、翌年エクストラクラサに昇格した同クラブに完全移籍した。
2019年6月21日にロシア・プレミアリーグのFCウラル・スヴェルドロフスク・オブラストに完全移籍
2022年7月30日、レギア・ワルシャワに3年契約で移籍。

## 代表歴
2021年、2022 FIFAワールドカップ・ヨーロッパ予選グループIに臨むポーランド代表メンバーに招集された。同年3月31日のイングランド代表戦で76分にクシシュトフ・ピョンテクに代わって途中出場し代表初出場を記録した。UEFA EURO 2020の際にはカミル・グロシツキ、セバスティアン・シマンスキ、ロベルト・グムニーとともにリザーブメンバーとなった。